# 盘克镇
盘克镇，是中华人民共和国甘肃省庆阳市宁县下辖的一个乡镇级行政单位。

## 行政区划
盘克镇下辖以下地区：
盘陇社区、胡堡村、街东村、街西村、界村、罗候村、潘村、前渠村、罗卜咀村、宋庄村、武洛村、杏洼村、荏掌村、闫沟村、郝湾村、豆湾村、观音村、咀头村、形赤村、岘头村、段堡村、盘克林场和罗山府林场。